# فلافيو غودوي
فلافيو غودوي هو منافس ألعاب قوى برازيلي، ولد في 13 ديسمبر 1969 في بتروبوليس في البرازيل.

## وصلات خارجية
- فلافيو غودوي على موقع الاتحاد الدولي لألعاب القوى (الإنجليزية)
- فلافيو غودوي على موقع أوليمبيديا (الإنجليزية)